# Cascate Kuang Si
Le cascate Kuang Si o Kuang Xi (Lao: ນ ້ ຳ ຕົກ ຕາດ ກວາງ ຊີ), in alternativa note come cascate Tat Kuang Si, sono un gruppo di cascate a tre livelli a circa 29 chilometri (18 miglia) a sud di Luang Prabang, nel Laos. Le cascate sono una delle gite secondarie preferite dai turisti a Luang Prabang e iniziano in piscine poco profonde in cima a una ripida collina. Queste portano alla caduta principale con una caduta di 60 metri (200 piedi).
Vi si accede tramite un sentiero a sinistra delle cascate. L'acqua scorre in una piscina blu turchese prima di proseguire a valle. Le numerose cascate che ne derivano sono tipiche delle cascate.
La gente del posto addebita una tassa di ammissione nominale di 20 000 kip laotiani per visitare il sito, che è ben mantenuto con passerelle e ponti per guidare il visitatore. La maggior parte delle piscine è aperta al nuoto (anche se almeno una è chiusa in quanto luogo sacro).